# 巴尔比尔
巴尔比尔（Barbil），是印度奥里萨邦Kendujhar县的一个城镇。总人口52586（2001年）。

## 人口
该地2001年总人口52586人，其中男性27610人，女性24976人；0—6岁人口8576人，其中男4340人，女4236人；识字率55.82%，其中男性为65.00%，女性为45.66%。